# Соце ди Сопра (Авелино)
Соце ди Сопра је насеље у Италији у округу Авелино, региону Кампанија.
Према процени из 2011. у насељу је живело 96 становника. Насеље се налази на надморској висини од 382 м.